# Johann Nepomuk Hummel
Johann Nepomuk Hummel (født 14. november 1778 i Bratislava, død 17. oktober 1837 i Weimar) var en østrigsk komponist og pianist.
Hummel var født i Bratislava i det nuværende Slovakiet og døde i Weimar, Tyskland. Han skrev især klaverkompositioner til eget brug og var stærkt præget af sin lærer W.A. Mozart. Han blev af Mozart anbefalet at rejse ud og blive kendt, så han turnerede Europa rundt fra 1788 til 1792. Han havde enorm succes og blev anset som den største musikalske sensation siden Mozart. Han skrev også kammermusik, operaer m.m. samt udgav en klaverskole.

## Liv og virke

### Baggrund
Johann Nepomuk Hummels fader, Josef Hummel, var direktør ved den "kejserlige skole for militær musik" i Wartberg. I 1786 flyttede han med familien til Wien, hvor han blev kapelmester ved Emanuel Schikaneders Theater auf der Wieden.
Wolfgang Amadeus Mozart blev imponeret over den 7 år gamle Johanns evner og tilbød ham musikundervisning. Hummel var elev hos Mozart i to år, og gjorde sin første koncertoptræden i en alder af 9 år. Ledsaget af faderen foretog han koncertrejser blandt andet til Danmark og England. Efter sin tilbagevenden til Wien tog han kompositionsundervisning hos Johann Georg Albrechtsberger og hos Antonio Salieri, rigets hofkomponist og hofkapelmester.

### Musiker
Han turnerede i Europa, før han blev instrueret af Muzio Clementi i London, hvor han blev i fire år, før han returnerede til Wien. Han fik da undervisning af Johann Georg Albrechtsberger, Joseph Haydn og Antonio Salieri.
I 1804 blev han kapelmester for prins Esterházy, foran Haydn. Denne post beholdt han i 7 år før, han blev dimitteret fra tjenesten. Før dette havde han turneret i Rusland og Europa, og han giftede sig med operasangerinden Elisabeth Röckel. Han blev senere kapelmester i Stuttgart og Weimar.
I 1828 offentliggjorde Hummel værket Et komplet teoretisk og praktisk instruktionskurs om kunsten at spille pianoforte (Ausführliche theoretisch-practische Anweisung zum Piano-Forte-Spiel). Denne populære metode indledte en ny stil.

## Betydning
Moderne pianomusik er blevet påvirket af Hummel gennem hans instruktion af Carl Czerny, som senere underviste Franz Liszt. Hummels indflydelse kan også spores i de tidligere værker af Frédéric Chopin og Robert Schumann.

## Værkfortegnelse
Hummel komponerede blandt andet 6 koncerter for klavier og orkester, 8 klaversonater (herunter to for fire hænder), talrige andre kompositioner for klaver solo samt kammermusik, endvidere en række operaer og syngespil, kantater og messer.
- Trumpetkonsert i Ess-dur, skriven för Anton Weidinger
- Op.5 3 Violinsonater
  - Nr.1 i B-dur
  - Nr.2 i F-dur
  - Nr.3 i Es-dur
- Op.12 Pianotrio Nr.2 i Es-dur
- Op.17 Koncert for violin og piano i G-dur
- Op.20 Pianosonate Nr.3 i f-mol
- Op.30 3 Strygekvartetter
  - Nr.1 i C-dur
  - Nr.2 i G-dur
  - Nr.3 i Es-dur
- Op.35 Pianotrio Nr.4 i G-dur
- Op.36 Pianokoncert Nr.1 i C-dur
- Op.38 Pianosonate Nr.4 i C-dur
- Op.50 Sonate for fløjte og piano i D-dur
- Op.83 Pianotrio Nr.6 i E-dur
- Op.85 Pianokoncert Nr.2 i a-mol
- Op.89 Pianokoncert Nr.3 i b-mol
- Op.104 Sonate for piano oogcello i A-dur
- Op.106 Pianosonate Nr.6 i D-dur
- Op.110 Pianokoncert Nr.4 i E-dur
- Op.113 Pianokoncert Nr.5 i As-dur